# 超獣伝説ゲシュタルト
『超獣伝説ゲシュタルト』（ちょうじゅうでんせつゲシュタルト）は、高河ゆんによる日本の漫画作品。

## あらすじ
3つの大陸と7つの海のある世界。7つの海を越えた先にあるという伝説の島「ゲシュタルト」。そこにはどんな願いをも叶えるという超獣の伝説があった。神父のオリビエは、どんなことをしても叶えねばならない願いを持ち、ゲシュタルト島へ向かう。

## 登場人物

### 王理の家族関連
ゲシュタルト島では、王家の継承権を争うゲームが開始されていた。世界各地に散らばされた7兄弟が他の兄弟を見付け、対戦し力を競い合うのだ。
この家系には他の土地の者には無い「召喚」を行なう能力がありモンスターを呼び出せる。
王理（おうり）
長男。16歳。魔力が他の兄弟に比べて巨大過ぎる為、ハンデとして、力を封じられ、声が出せなくなる魔法〝サイレス〟をかけられ、性別を男から女に変えられている。頭にほっかむりを巻いて何かを隠している。
奴隷にされていたところをオリビエに助けられ、オリビエを愛するようになり、ゲシュタルト島へ案内する。
なお、メディア・ブラスターズより発売されている北米版OVAでは「18歳」と誤訳されている。
月白（つきしろ）
長女。死霊使い（ネクロマンサー）。ゲシュタルト島にかかっている呪いを解く為、王位継承争奪ゲームの勝者と成りたがっている。
天子（てんし）
次男。流香と一緒に行動していた。
流香（りゅうか）
次女。天子のことが気になって一緒にいる。
砂絵（さえ）
三女。呪符を使い、異性を呪縛し自分の為に戦わせる戦法をとる。
ナサニエル
砂絵の用心棒。
宝（たから）
四女。
雷鳴（らいめい）
宝が過去、死んだ飼い犬を“生命復活の儀式”で生き返らせたのちの生物。宝にとても懐いている。
蒼子（そうし）
三男。水系の魔法が得意。王理との年の差は157日。
カーマイン
ビルモル王妃。蒼子に惚れている。
王理達の父
王家の当主。王理達7兄弟から最も強い者に王家を継がせようと、子供達にゲームを行わせた。
レフェリー
王位継承争奪ゲームの審判。

### 王理のパーティー
オリビエ
ヴァサリア教団の司祭。超獣に願いを叶えてもらう為、教団を抜け出しゲシュタルト島へ向かう。額に白い星の印があり、星が黒くなると人格が変貌する。
教団を抜け出して間もなく王理と出会い、王理にかけられた〝サイレス〟の魔法を解く。
スズ
ダークエルフ。オリビエを連れ戻すためメサイアに雇われ、王理と共にいたオリビエを見付け合流する。三人姉妹で、姉の名は「ゴールド」と「シルバー」。
シャザーン
現在の職業は占い師だが、元、アリマ王宮の聖騎士（ホーリーナイト）で本名はランスロット。

### ヴァサリア教団
サルサローア神を崇めるサルサローア教を信仰する教団。
メサイア
ヴァサリア教団の司祭。赤ん坊の頃のオリビエを拾い育てた。過去、オリビエの額にある黒い星の印「ブラックスター」を「Wの書」によって白く書き換えた。
坂田（さかた）
メサイアにオリビエを連れ戻すように派遣される。
エンダー
ヴァサリア教団本部直属の僧兵、金剛騎士団の団長。「ブラックスター」を持つオリビエを邪悪な存在だとし、ヴァサリア教団からオリビエの抹殺を命じられている。

### 神々
世界に八人いるとされる。
ゲシュタルト神
豊穣と希望を意味する「青い麦」を象徴とする。サルサローア神に反逆し、遠い南の島に去った。その名は禁忌とされ、"G"と呼ばれる。
サルサローア神
創造至高神としてサルサローア国のヴァサリア教団の崇める神。他の七人の神を配下に置くとされる。
タイタニア神
破壊と再生の神としてタイタニア国で崇められている。タイタニア国はオリビエがメサイアに拾われた場所でもある。
マリア
神話に登場する女性。しかし、ヴァサリア教団の神話とゲシュタルト島の伝説では、役割が食い違う。

## ドラマCD

### スタッフ
- 脚本 - 渡辺麻実
- 演出 - 渡辺淳
- 音楽 - 山中紀昌
- 原作 - 高河ゆん

### キャスト
- 王理 - 荒木香恵
- オリビエ - 子安武人
- メサイア - 菊池正美
- スズ - 國府田マリ子
- シャザーン - 緑川光
- 蒼子 - 柏倉つとむ
- カーマイン - 伊倉一寿
- ハラオウン - 堀秀行
- 宿屋の女将 - 西宏子
- 奴隷商人 - 菅原淳一
- 超獣 - 横尾まり
- G - 速水奨
- 宝 - かないみか
- 雷鳴 - 折笠愛
- 幼い頃の王理 - 緒方恵美
- インキュパス - 根谷美智子

## OVA
- 超獣伝説ゲシュタルト vol.1 1997年1月22日発売 29分
- 超獣伝説ゲシュタルト vol.2 1997年2月21日発売 29分

最初期のフルデジタルアニメ

### STAFF
- 原作 - 高河ゆん
- キャラクターデザイン - 小林多加志
- クリーチャーデザイン - 高梨光
- 監督 - 山崎理
- アニメーションディレクター、絵コンテ - 越智一裕
- 製作 - 小林尚武、杉山惠
- 企画 - 石川博、蛭田とみ代
- プロデューサー - 五十嵐智之、増島由美子
- 脚本 - 藤村麿実也
- 作画監督 - 小林多加志
- クリーチャー作画監督 - 高梨光
- 作画監督補 - 村尾稔、高梨光
- 原画 - おぶないみつる、今野博司、久保博志、小原渉平、石川慎亮、中井準、奥野浩行、田口広一、駒井一也、寺沢伸介、高木淳、橋本純一、高梨光、村尾稔、渡部圭祐、黒沢守、守岡英行、窪秀巳、早川淳一、苫政三、関口淳、石野聡、斉藤哲人、松田宗一郎、吉野真一、渡部明、小沢誠、金田伊功
- 美術監督 - 工藤ただし
- 美術設定 - 平沢晃弘（スタジオ美峰）
- 背景 - 田中貞彦、縫部文江、南雲久美（スタジオパインウッド）
- 色彩設定 - 木村早苗
- 色指定 - 阿部みゆき
- CGディレクター - 久保博志
- オペレーター - 藤野雅史
- オペレーティング協力 - レアトリック、SUNRISE D.I.D.、スタジオ童夢
- デジタルペインティング - 藤野雅史、山上裕美、勝見良子、吉田香、五十嵐亜哉子、伊藤靖子、山田弘子、ジェック・イー、自転車、DENKI GONZO、VISUAL WORK SHOP、文成動画、金田貞徳、（株）センターフィールド、スタジオ童夢、スタジオぴえろ、（株）メディアビジョン、日本コンピューター・アーツ（株）、トレーススタジオM、STUDIO 4℃、エムアイ、スタジオ・ノーティス、代々木アニメーション学院
- 編集 - 関一彦、今井剛、大竹弥生（ジェイ・フィルム）
- ノンリニア編集 - 小木（八口）仁、岡直広（三田スタジオ）
- VTR編集 - 丹野雅司（三田スタジオ）
- 音楽 - 大森俊之
- 音響監督 - 中野徹
- 音響効果 - 佐々木純一（アニメサウンドプロダクション）
- 音響製作 - HALF H・P STUDIO
- キャスティング協力 - 81プロデュース
- その他 - 久保博志
- 制作プロデューサー - 本田浩司、野口義晃、木村健吾
- 制作担当 - 伊藤公（示見）
- 制作進行 - 長谷川磐
- 制作協力 - 東京キッズ
- 宣伝 - 安田守
- 企画協力 - （株）エニックス「G・ファンタジー」編集部、保坂嘉弘、真木透、杉野庸介、八木純二
- 制作 - 西国晃（アクセスゾーン）、藤家和正（メディアプラス）
- 製作、著作 - テレビ東京、ソニー・ミュージックエンタテインメント

### テーマソング
「Get up, Right now」
歌手：岡柚瑠、作詞：相吉志保、作曲・編曲：大森俊之

### CAST
- 王理 - 荒木香恵
- オリビエ - 子安武人
- メサイア - 菊池正美
- スズ - 國府田マリ子
- シャザーン - 緑川光
- 蒼子 - 柏倉つとむ
- カーマイン - 伊倉一寿
- ラジャ - 内田直哉
- G - 速水奨
- 宇垣秀成
- 鈴木琢磨
- 木藤聡子
- 菊池いづみ
- 山崎依里奈

## 関連商品
- ドラマCD
  - vol.1 超獣伝説 - 1994年9月発売 スクウェア・エニックス
  - vol.2 肉体の門 - 1996年3月発売 スクウェア・エニックス
- OVAサントラCD
  - 1996年12月12日発売 ソニーレコード
- Gファンタジーピクチャーポストカード
  - 1998年9月発売 エニックス ISBN 4-87025-361-5
- DVD - 58分（OVA全2巻をDVD1枚にまとめて収録）
  - 2002年10月23日発売 SME・ビジュアルワークス

［English］
- DVD - Gestalt (December 19, 2000)
- OVA - Gestalt (March 7, 2000)

## 書誌情報
［新装版］高河ゆん『超獣伝説ゲシュタルト』〈一迅社・ZERO-SUM COMICS〉全8巻
1. 2005年2月25日発売、ISBN 4-7580-5131-3
2. 2005年2月25日発売、ISBN 4-7580-5132-1
3. 2005年5月25日発売、ISBN 4-7580-5150-X
4. 2005年5月25日発売、ISBN 4-7580-5151-8
5. 2005年7月25日発売、ISBN 4-7580-5162-3
6. 2005年7月25日発売、ISBN 4-7580-5163-1
7. 2006年7月25日発売、ISBN 4-7580-5238-7
8. 2006年7月25日発売、ISBN 4-7580-5239-5

［小説］吉川千鶴『超獣伝説ゲシュタルト-烙印の殉教者』〈エニックス・Gファンタジーノベルズ〉全2巻
- 上 1999年3月発売、ISBN 4-7575-0020-3
- 下 1999年8月発売、ISBN 4-7575-0038-6

［English］Yun Kouga『Gestalt』〈VIZ Media LLC〉全8巻
1. ISBN 978-1-421-52690-4 (June 16, 2009)
2. ISBN 978-1-421-52691-1 (August 18, 2009)
3. ISBN 978-1-421-52692-8 (October 20, 2009)
4. ISBN 978-1-421-52693-5 (December 15, 200)
5. ISBN 978-1-421-52694-2 (February 16, 2010)
6. ISBN 978-1-421-52695-9 (April 16, 2010)
7. ISBN 978-1-421-52696-6 (June 15, 2010)
8. ISBN 978-1-421-52697-3 (August 17, 2010)

［Deutsch］Yun Kouga『Gestalt』〈Egmont Manga & Anime〉全8巻
1. ISBN 978-3-770-46530-9 (Mai 2006)
2. ISBN 978-3-770-46531-6 (August 2006)
3. ISBN 978-3-770-46617-7 (November 2006)
4. ISBN 978-3-770-46618-4 (15. Februar 2007)
5. ISBN 978-3-770-46723-5 (15. Mai 2007)
6. ISBN 978-3-770-46724-2 (15. August 2007)
7. ISBN 978-3-770-46809-6 (15. November 2007)
8. ISBN 978-3-770-46810-2 (15. Februar 2008)